# سبدبافی
سَبَدبافی یکی از صنایع دستی است.

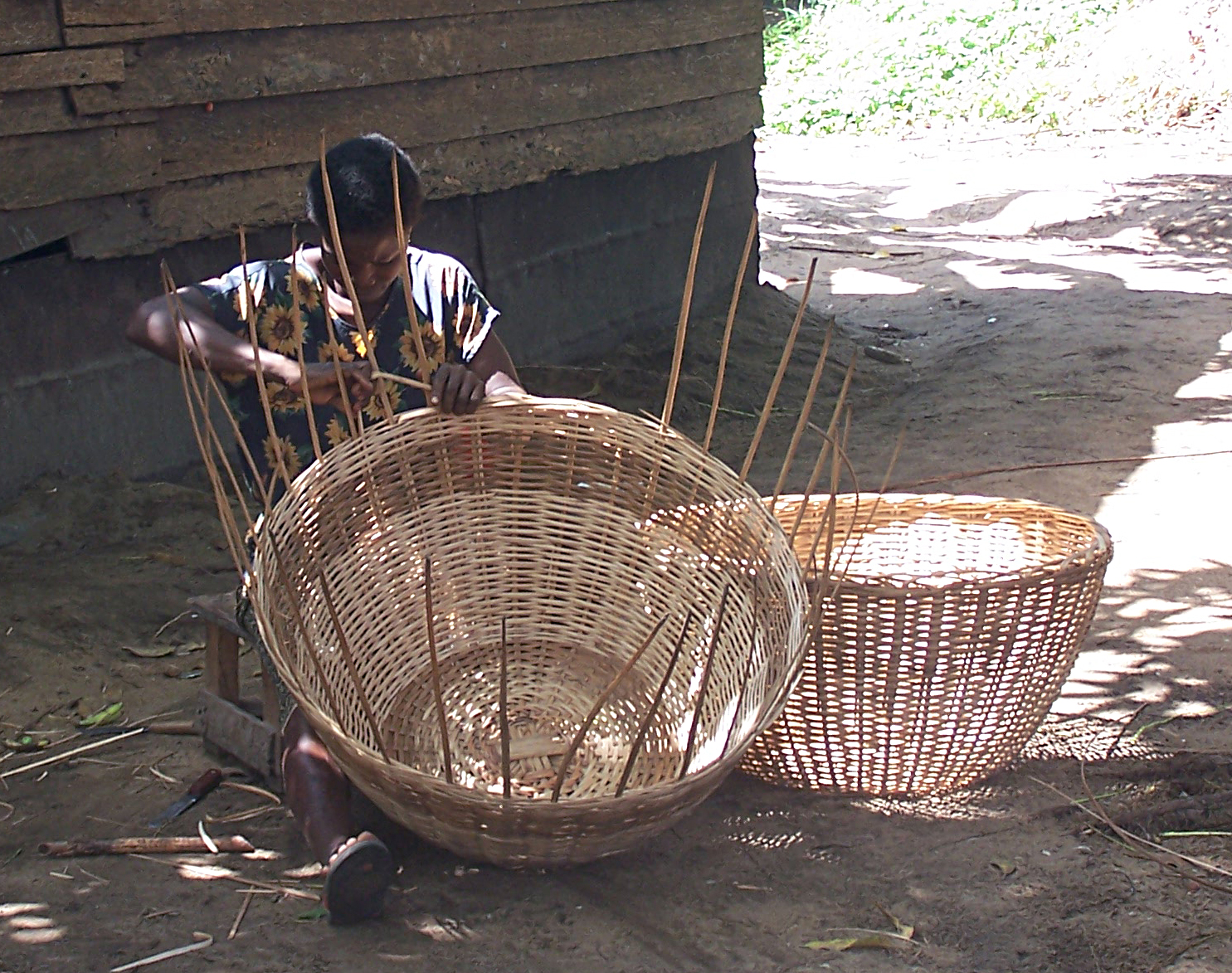
یک زن سبدباف در کامرون.

این نوع صنعت به دلیل سبک بودن و مقاومت آن به نوعی از صنعت‌های دیگر در زمینه سبد و میز وصندلی و کمد و زیر تلویزیونی پیشی گرفته‌است.
یکی از مشکلات این صنعت فصلی بودن آن است به‌طوری‌که در طول سال فقط در چند فصل است بیشتر در زمستان و پاییز است واندکی در بهار ولی در فصل تابستان به دلیل کارهای زراعتی و … بسیار کم است.

سبدبافی(گز بافی) در سیستان.

هنر سبدبافی در نقاط مختلف نام‌های گوناگون به‌خود گرفته‌است چنان‌که در گیلان به آن مرواربافی، در لرستان به آن سَله‌بافی ، در خراسان جنوبی به آن پخل‌بافی و در سیستان به آن گزبافی می‌گویند.
شاردن جهانگرد فرانسوی دوره صفوی در سفرنامه اش آورده است: 
بهترین نوع حصیر و سبد در سیستان بافته میشود اقبال یغمایی نیز اضافه میکند در داخل و پیرامون دریاچه هامون و رود هیرمند واقع در سیستان، جگن و نی بسیار می روید.

## مرواربافی
در گیلان، سبدبافی به نام مرواربافی رایج است. مرکز اصلی فعالیت دست‌اندرکاران این صنعت اطراف آستانه اشرفیه و به‌ویژه روستای کورکا، می‌باشد و به‌طور پراکنده در مناطق دیگر استان گیلان از جمله اطراف بندرکیاشهر و در صیقلان بازار جمعه نیز دیده می‌شود. مروار یک نوع چوب ترکه‌ای است که از اطراف تهران، کرج، سولقان، بهارِ همدان، ملایر و مراغه تهیه می‌شود.
سبد گردکوچک و بزرگ ـ سبد بیضی کوچک و بزرگ ـ سبد قایقی کوچک و بزرگ ـ کاسه در اندازه‌های مختلف ـ سبد کشکولی ـ سبد جای میوه ـ سبد پنجره‌ای ـ ساک پیک نیک ـ سبد دو طبقه سبد سه طبقه ازجمله محصولات مرواربافان گیلان است.

## پخل‌بافی
بافت سبد کاهی در استان خراسان جنوبی ایران یکی از صنایع دستی است که به پَخَل‌بافی شهرت دارد.
پخل‌بافی در گویش محلی پَخَل، شِلمه، سفال و سُفله گندم نیز گفته می‌شود. در اکثر شهرستان‌های استان خراسان جنوبی به‌ویژه قاینات، سرایان، طبس و بشرویه که گندم کشت می‌شود، پخل‌بافی نیز انجام می‌شود که از تولیدات این هنر می‌توان انواع سبد، گلدان‌های تزیینی و زیرقابلمه‌ای اشاره کرد. این محصولات به‌طور معمول به صورت تک‌رنگ طلایی که همان رنگ طبیعی ساقه‌های گندم خشک شده و معمولاً بدون نقش است. در برخی از شهرستان‌ها تولیدات با نخ‌های پشمی رنگین که در حین بافت به دور ساقه‌ها می‌پیچند، نقش‌های ساده رنگارنگ در مجموعه‌های فرضی هندسی شکل (اغلب مثلثی) ایجاد می‌کنند. در فصل بهار که فصل برداشت گندم است این هنر بیشتر رونق دارد، اما در سایر فصول سال نیز در صورت در دسترس بودن ساقه گندم بافت آن انجام می‌گیرد. این مهارت در ۲۱ آبان ۹۶ در فهرست آثار معنوی ایران (ناملموس) به ثبت رسیده‌است.

## گز بافی
سبد بافی یکی از صنایع دستی سیستان است که با استفاده از چوب درخت گز صورت میگیرد و به آن گز بافی می‌گویند.
صنعتگران با ذوق و پرشور سیستان سعی می‌کردند که ارتباطی معقول و منطقی میان مردم سیستان و درختچه گز با طبیعت و محیط زیست برقرار کرده و نتیجه‌ کار، هوشمندی ها و خلاقیت‌هایی است که در واقع از تجسم خلاق خودشان برای پاسخ به نیازهای واقعی زندگی بهره ببرند. بنابراین تلاش می‌شد که سبد های زیبایی ساخته شود. 
این سبدها در اشکال مختلف از ترکه‌های نازک درختان گز بافته می‌شد.